# Camocim de São Félix
Camocim de São Félix es un municipio del estado de Pernambuco, Brasil. Localizado a 113.7 km de la capital del estado Recife. Según el IBGE al 2020 tiene una población de 18.900 habitantes.

## Historia
El territorio de Camocim de São Félix fue utilizado inicialmente por los Tropero que viajaban a Bonito. Se tienen fuentes de que la ocuación de tierras empezó en 1890.
Se le otorgó el estatus de distrito (distrito de Camocim, su nombre original) el 20 de abril de 1893. En 1943 el pueblo pasó a llamarse Camocituba.
Fue el 29 de diciembre de 1953 cuando se transformó en municipio, separado de Bezerros, y al año siguiente el 15 de julio pasó a llamarse Camocim de São Félix.
La palabra "Camocim" proviene del tupí "kamu'si", que significa olla, jarrón y/o urna funeraria. Esto debido a que en los primeros asentamientos en la región, se encontraron muchos de estos objetos de pueblos indígenas, antiguos habitantes que son representados en la bandera del municipio.